# Сан-Жорже (острів)
О́стрів Са́н-Жо́рже (порт. Ilha de São Jorge, МФА: [ˈi.ʎɐ dɨ ˈsɐ̃w ˈʒoɾ.ʒɨ], «острів святого Юрія») — вулканічний острів у північній частині Атлантичного океану. Складова Азорського архіпелагу. Володіння Португалії, автономного регіону Азорські острови. Один із 9 заселених островів архіпелагу. Поділений між муніципалітетами Велаш та Кальєта. Разом із островами Грасіоза, Піку, Терсейра та Фаял належить до Центральної групи Азорських островів. Площа — 237,59 км². Населення — 10500 осіб (2001).

## Географія
Острів розташований у північній частині Атлантичного океану. Його південна частина знаходиться на віддалі близько 15 км на північ від острова Піку і відокремлена від останнього протокою Сан-Жорже. Максимальна довжина острова сягає 53 км, ширина — 8 із загальною площею 237,59 км². Найвищою його точкою є пік Ешперанса (порт. Pico da Esperança), який має 1 053 м над рівнем моря.
Особливістю острова є його вельми обривисті береги, що ускладнює доступ до майже всіх його населених пунктів. 

## Історія
Точної дати відкриття острова ніхто не знає. Острів було зображено на генуезькій та каталонській мапах 14 століття за теперішньою назвою. Деякі португальські історики стверджують, що датою відкриття острова було 23 квітня 1439 року. Ймовірно, що першими людьми, що заселили острів були темношкірі раби близько 1460 року, що були сюди перевезені з африканських колоній Португальської імперії, з метою догляду за великою рогатою худобою, розведення якої було фундаментальним при заселенні острова. Нещодавні дослідження вказують, що перші людські поселення з'явились неподалік теперішнього селища Велаш, що отримало цей статус вже у 1500 році. А вже у середині 16 століття кількість острівного населення досягло 3 тис. осіб, що займалося переважно виноробством і вирощуванням зернових, ямсу та кукурудзи з подальшим експортуванням цієї продукції до країн Європи.
З часу появи на острові перших людей він зазнав багаторазових атак англійськими та французькими корсарами (1589 i 1590 роки) та піратами, які крім пограбуваннь ще й захоплювали місцевих жителів з метою подальшого продажу у рабство.
Іншим ворогом острова багаторазово ставали землетруси, виверження вулкана та торнадо. Найбільшими землетрусами зареєстрованими на острові вважаються землетруси 1580, 1757, 1808 та 1899 років. Великий землетрус 1980 року, що стався на острові Фаял, також завдав шкоди і на острові Сан-Жорже.
До кінця 20 століття острів перебував майже ізольованим, коли у 80-х роках 20 століття було побудовано два сучасних морських порти у селищах Велаш і Кальєта, а також побудовано злітно-пасадкову смугу та аеропорт неподалік селища Велаш.

## Муніципалітети
- Велаш
- Кальєта

Острів має три містечка, проте найбільшим населеним пунктом є селище Велаш з кількістю мешканців 1 900 осіб (станом на 2001 рік), у західній частині острова. Там же розташований аеропорт регіонального значення, збудований у 1982 році. Усього на острові мешкає близько 10,5 тис. осіб (станом на 2001 рік).

## Економіка
Економіка острова представлена м'ясомолочною промисловістю, рибальством та виноробством. Сільськогосподарські угіддя займають значний відсоток території острова. Вирощуються фрукти, цитрусові, зернові культури. На острові виробляється чи не найкращий у Португалії сир (сир Сан-Жоржі). Полювання на китів з кінця 1980-х років стало забороненим, проте у селищі Кальєта було побудовано дві консервні фабрики з переробки тунця. Завдяки побудові аеропорту та двох морських портів зростає і кількість туристів, що відвідують острів.

## Галерея

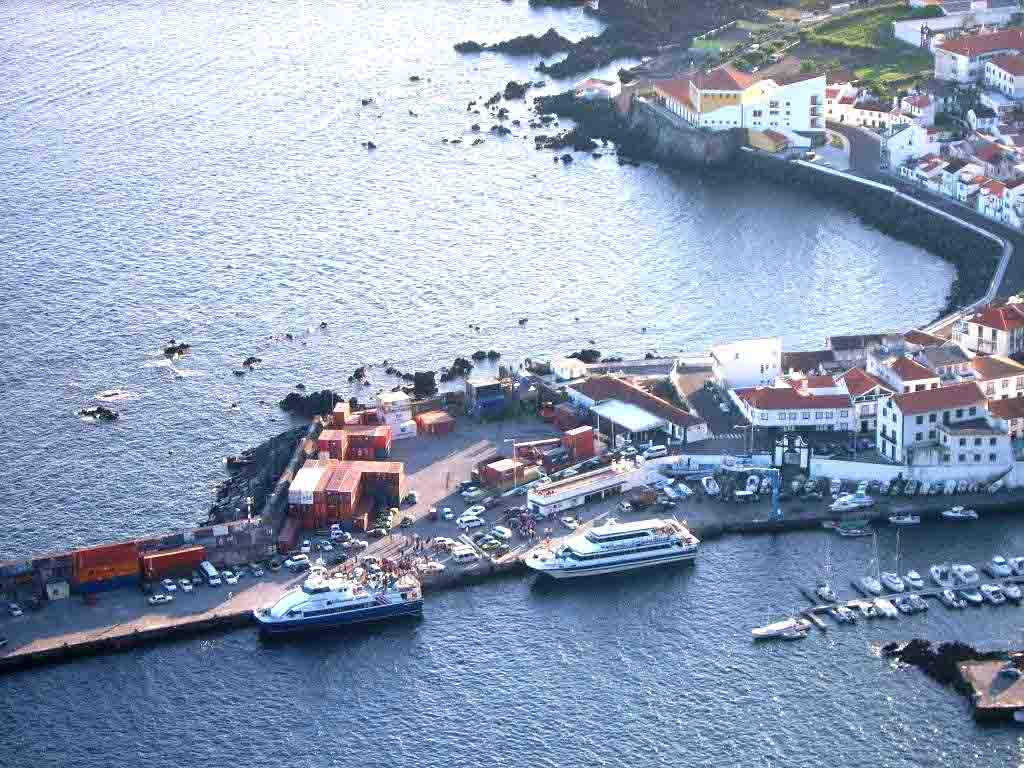
Порт у селищі Велаш
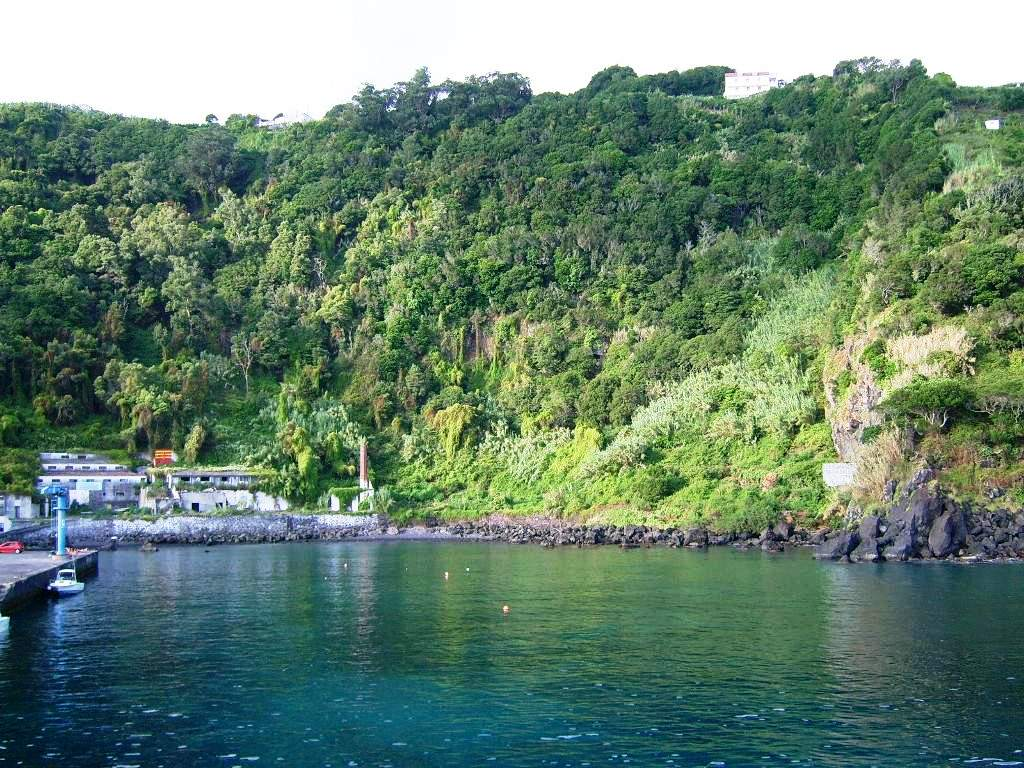
Неподалік селища Кальєта
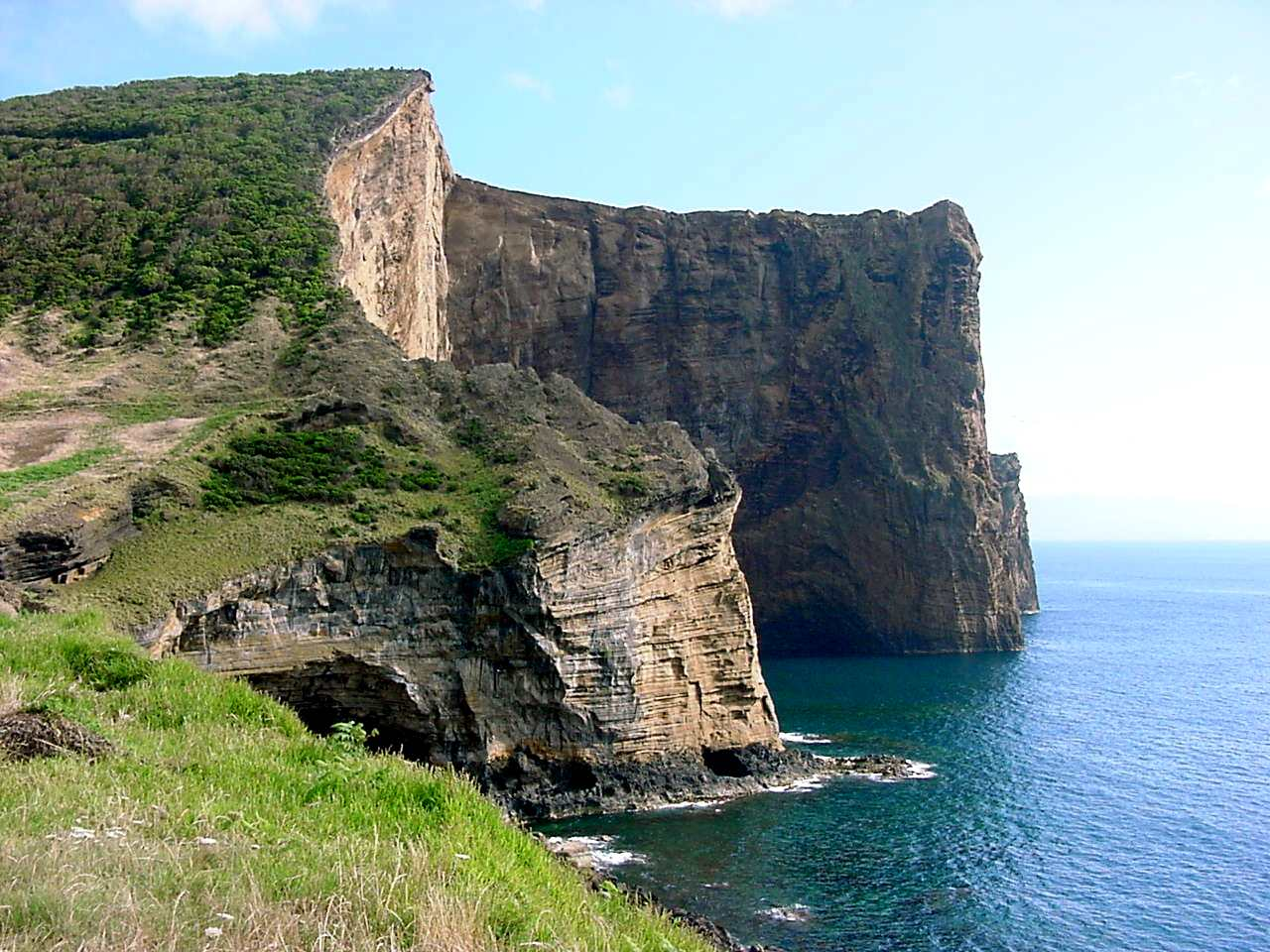
Південний берег острова
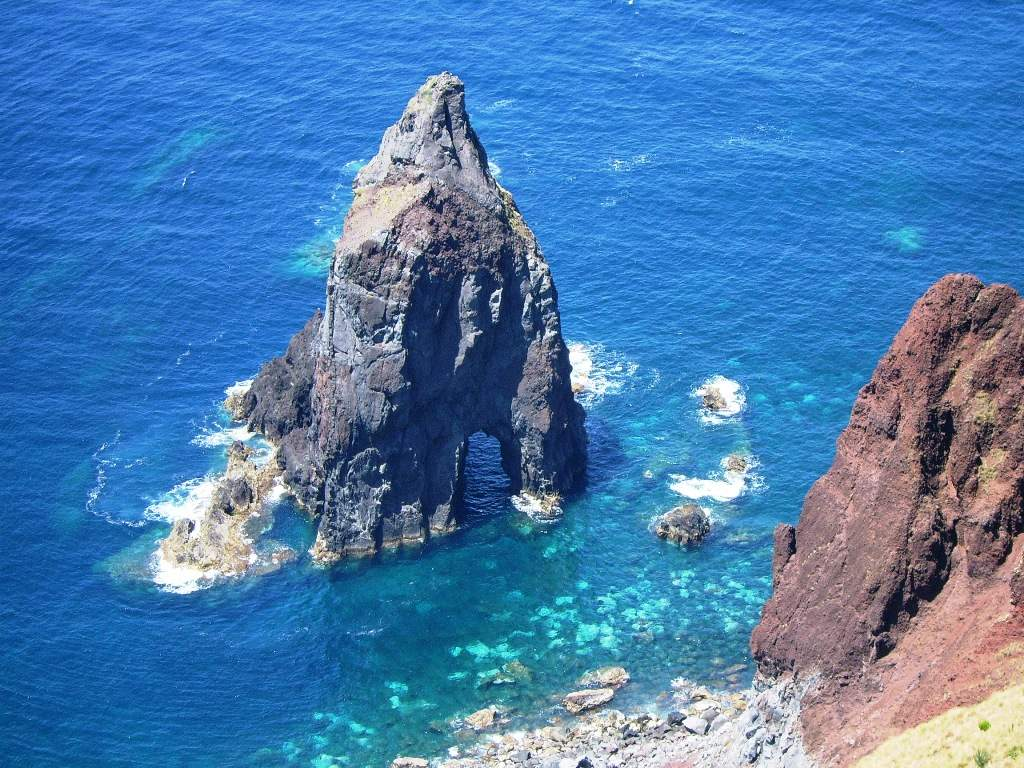
Крайня західна точка острова — Розайш